# Andinsk skärfläcka
Andinsk skärfläcka (Recurvirostra andina) är en sydamerikansk fågel i familjen skärfläckor inom ordningen vadarfåglar. Den förekommer i Anderna från centrala Peru till norra Chile. Beståndet anses vara livskraftigt.

## Utseende
Andinsk skärfläcka är en 43–48 centimeter lång vadarfågel, jämnstor med amerikansk skärfläcka (Recurvirostra americana). Huvud, hals, undersida och övergump är alla vita, medan rygg, vingar och stjärt är svarta. Den har liksom de övriga skärfläckearterna en tunn, svart och typiskt uppsvängd näbb. Benen är dock kortare än hos de andra skärfläckorna. Könen är lika och ungfågelns dräkt är inte beskriven. Färgmässigt liknar den vitkronad styltlöpare (Himantopus melanurus) som den delar miljö med, men denna har mycket långa röda ben och rak näbb.

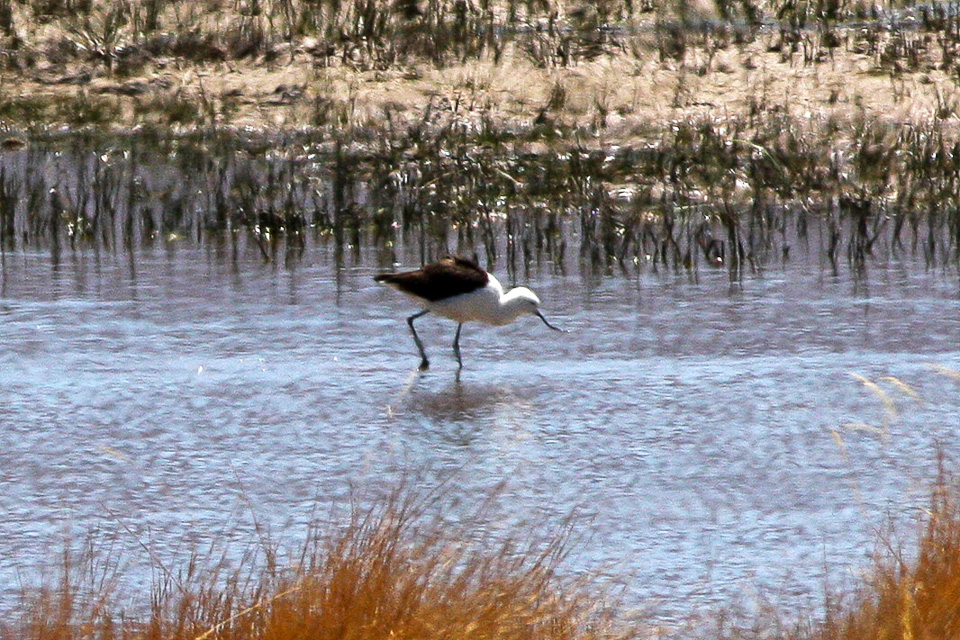

## Läte
Lätena liknar övriga skärfläckearter, det mest typiska ett tvåstavigt skällande "kluut-kluut" eller fylligare, stigande och nsala "kwip...kwip...kwip...". Även låga stönande ljud har rapporterats.

## Utbredning och systematik
Fågeln häckar i Anderna från centrala Peru (Junín) söderut genom västra Bolivia till norra Chile (Atacama) och nordvästra Argentina (Catamarca). Den återfinns på mellan 3600 och 4500 meters höjd. Den behandlas som monotypisk, det vill säga att den inte delas in i några underarter.

## Levnadssätt
Arten häckar nära grunda och helst salta sjöar i Anderna, ofta i små grupper. Äggläggning sker åtminstone i januari. Den är ingen flyttfågel, men rör sig till något lägre nivåer utanför häckningstid. Arten födosöker i grunt vatten och sveper karakteristiskt näbben från sida till sida på jakt efter kräftdjur och insekter.

## Status
Arten har ett stort utbredningsområde och beståndet anses vara stabilt. Internationella naturvårdsunionen IUCN listar den därför som livskraftig (LC). Världspopulationen är dock relativt liten, uppskattad till mellan 2 500 och 10 000 adulta individer.